# Protestas de Cerro Belmonte
Las protestas de Cerro Belmonte fueron una serie de reclamaciones vecinales realizadas durante una semana del verano de 1990 en el actual barrio de Valdezarza de Madrid a consecuencia del proyecto municipal de recuperación de las bolsas de deterioro urbano que suponía la expropiación de sus casas.

## El barrio de Cerro Belmonte
El antiguo barrio de Cerro Belmonte se encuentra ubicado en el barrio de Valdezarza del distrito de Moncloa-Aravaca. Durante las protestas, en él habitaban entre 214 y 250 personas. Estaba limitado por la autopista de Sinesio Delgado, la calle Villaamil y Peña Chica. Presentaba el aspecto de un pequeño pueblo dentro de Madrid, ya que estaba formado por casas bajas, autoconstruidas de manera ilegal y habitadas por personas mayores.

## El proyecto de expropiación
Con el argumento de acabar con el «deterioro urbano», el chabolismo y la infravivienda, el Ayuntamiento pretendía construir 7.200 viviendas, previa expropiación de las casas ya existentes, dejando suelo vacante para servicios públicos, comercial o habitacional, realojando o indemnizando a los afectados. El proyecto, además de Cerro Belmonte, incluía también a Puente de Vallecas, El Carmen, Glorieta Elíptica, Carabanchel bajo, Méndez Álvaro y Delicias.

## Oposición al proyecto
En contra del proyecto se argumentaron los siguientes motivos:
- El premio por metro cuadrado que les ofreció el Ayuntamiento era de 5.018 pesetas, mientras que el suelo se cotizaba en ese momento por más de 200.000 pesetas el metro cuadrado.[5]
- Como alternativa para alojarse, solo les ofrecían dos zonas lejos de su barrio: Vallecas o Villaverde. Para muchos, esto suponía perder contacto con sus raíces, su familia y amistades.
- El proyecto tenía como objetivo construir chalés unifamiliares y los vecinos lo señalaron como una forma de especulación y demandaron viviendas sociales, es decir, viviendas de protección oficial.[6]
- Consideraban el proyecto un ejemplo de actuación municipal planificada sin contar con las personas afectadas.

## Movilizaciones
Las movilizaciones populares se iniciaron al principio del verano de 1990 con la llegada de las primeras ofertas municipales. El 12 de julio, amenazaron con manifestarse ante la casa del alcalde, Agustín Rodríguez Sahagún. Hubo huelgas de hambre, encierros en iglesias como la Colegiata de San Isidro y cortes de calles. 

## Petición de asilo a Cuba
En julio de 1990, los vecinos enviaron un escrito a la Embajada de Cuba solicitando asilo político a Fidel Castro.
Para lograr más notoriedad, la acción aprovechaba el conflicto diplomático entre España y Cuba que se produjo cuando varias personas entraron a la Embajada de España en La Habana buscando protección.
La solicitud llegó al presidente cubano, quien también vio una oportunidad política. Les dedicó 45 minutos en su discurso durante el 37 aniversario del asalto al Cuartel de la Moncada e invitó a una representación de 25 vecinos para visitar el país..

## «Declaración de independencia»
El 20 de agosto, la abogada de los afectados, Esther Castellano, tirando de ironía, anunció que el Ayuntamiento tenía de plazo hasta septiembre para mejorar las condiciones de la negociación. Si no, el barrio de Cerro Belmonte se constituiría como «estado independiente», indicando que celebrarían elecciones, conformarían su propio gobierno, acuñarían su propia moneda y diseñarían su bandera. En septiembre celebraron un referéndum, ganando el «si» por 212 votos contra dos. El autoproclamado Reino de Cerro Belmonte redactó una constitución e incluyó en su territorio al «Principado de Villaamil» y al «Condado de Peña Chica».
También crearon una bandera, tricolor, con un triángulo blanco a un lado, como la bandera de Cuba; y un himno, compuesto por Juan Carlos Parra, vocalista del grupo punk Kaduka 92 y vecino del barrio, cuya letra decía «no queremos pan, no queremos vino, queremos al alcalde ‘colgao’ de un pino».
Acuñaron como moneda el «belmonteño», cuyo valor era 5.018 pesetas, en alusión al precio que habían puesto al metro cuadrado de sus casas. Y para financiar la economía del estado, instalaron un peaje en la autopista de Sinesio Delgado.
La fiesta de la independencia apareció en Times Magazine con el título «Send in the clowns» («Que pasen los payasos»), con el sentido de la canción del mismo título de Stephen Sondheim que refiere que cuando las cosas no van bien hay que tomárselo con humor. Incluso enviaron a la ONU la petición de reconocimiento de soberanía.
La independencia duró una semana, ya que el Ayuntamiento decidió anular las expropiaciones. Años después, los vecinos renegociaron las condiciones con un mejor precio y fueron realojados en pisos cercanos.

## En la ficción
Treinta y cinco años después de los acontecimientos de 1990, el escritor Alfonso Mateo-Sagasta publicó, basándose en ellos, la novela El Reino de Belmonte. Una utopía urbana (Madrid: Libros de Cordelia, 2025).